# Luc Steins
Luc Steins (Voerendaal, 22 de marzo de 1995) es un jugador de balonmano neerlandés que juega de central en el PSG de la LNH. Es internacional con la selección de balonmano de los Países Bajos.
Su primer gran campeonato con la selección fue el Campeonato Europeo de Balonmano Masculino de 2020.

## Palmarés

### OCI Lions
- Liga de balonmano de los Países Bajos (2): 2015, 2016
- Copa de balonmano de los Países Bajos (2): 2015, 2016
- BeNe League (1): 2015

### PSG
- Liga de Francia de balonmano (4): 2021, 2022, 2023, 2024
- Copa de Francia de balonmano (2): 2021, 2022
- Supercopa de Francia (1): 2023

## Clubes
- OCI Lions (2012-2016)
- Massy EHB (2016-2017)
- Tremblay-en-France Handball (2017-2019)
- Fenix Toulouse HB (2019-2021)
- PSG (2020-2021) (cedido)
- PSG (2021- )

## Estadísticas

### Selección
|  | Líder del Torneo            |
|  | Incluido en el Equipo Ideal |

| Torneo              | Partidos | Ataque | Ataque | Ataque      | Ataque | Posición |
| Torneo              | Partidos | Goles  | Tiros  | Efectividad | Media  | Posición |
| ------------------- | -------- | ------ | ------ | ----------- | ------ | -------- |
| Europeo 2020        | 3        | 14     | 22     | 64%         | 4,66   | 17º      |
| Europeo 2022        | 7        | 22     | 31     | 71%         | 3,14   | 10º      |
| Mundial 2023        | 6        | 22     | 26     | 84,62%      | 3,66   | 14º      |
| Europeo 2024        | 7        | 21     | 29     | 72,41%      | 3      | 12º      |
| Mundial 2025        | 6        | 23     | 26     | 88,46%      | 3,83   | 12º      |
| Total en su carrera | 29       | 102    | 134    | 76,12%      | 3,52   | -        |

Actualizado a 31 de enero de 2025.